# Warnant
Pour les articles homonymes, voir Warnant (homonymie).
Ne doit pas être confondu avec Warnant-Dreye.

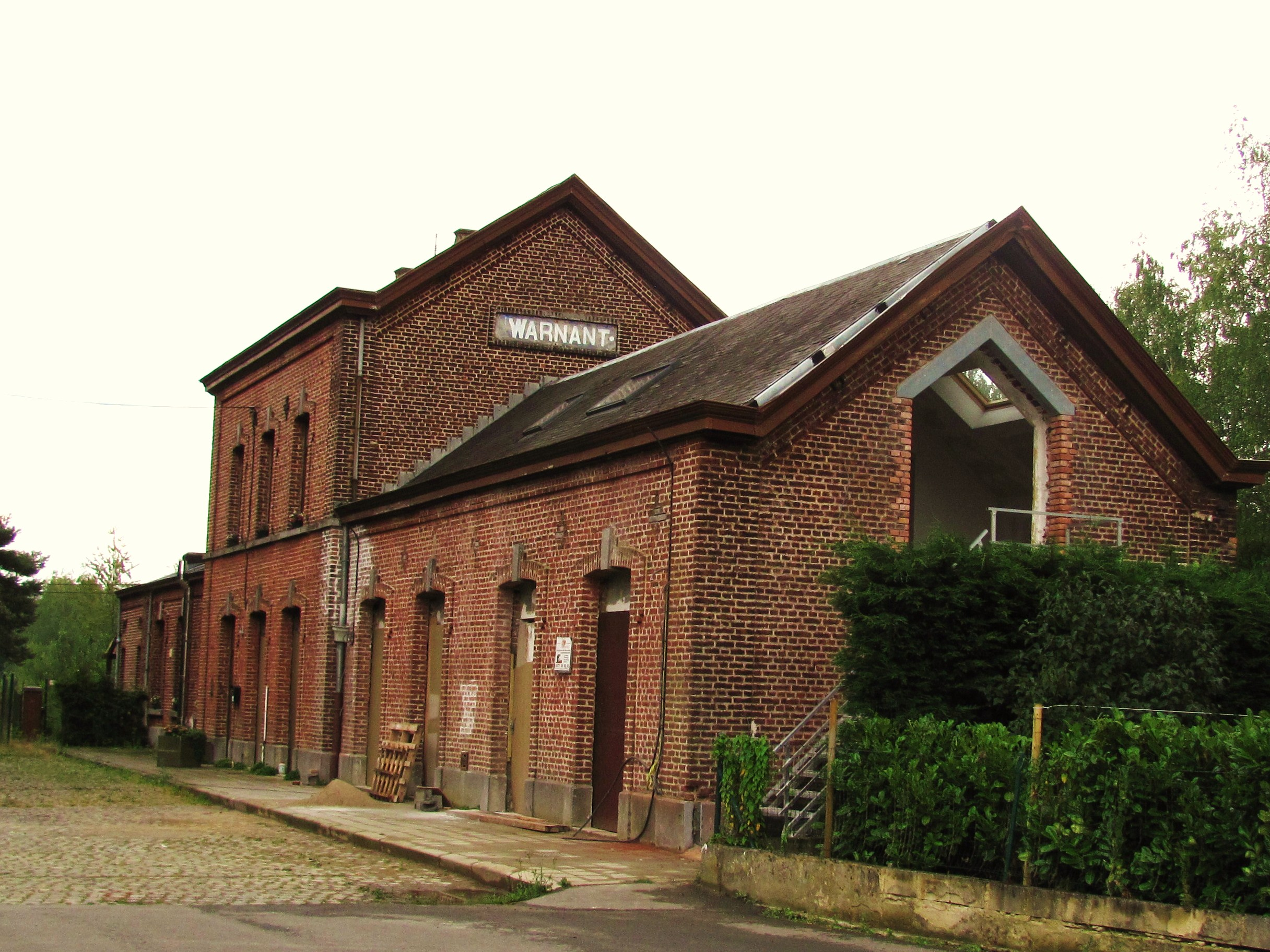
L'ancienne gare.

Warnant (en wallon Warnin) est une section de la commune belge d'Anhée située en Région wallonne dans la province de Namur.
Une première opération de fusion la rattache à la commune d'Anhée en 1964, avec Haut-le-Wastia.
En 1977, une nouvelle fusion fait naître le « Grand Anhée »

## Géographie
Warnant couvre une superficie de 1 182 ha au confluent de la Meuse et de la Molignée. La commune est bornée au nord par Annevoie-Rouillon, à l'est par la Meuse, au sud par Haut-le-Wastia et Falaën, et à l’ouest par Bioul. Ses dépendances sont Salet, Moulins, Maison de Pierre, Corbais, la Papeterie, Hénemont, la Roche à Moulin et Ohet.
Warnant est située en Condroz.Le village de Warnant est construit principalement le long du Ry du Baty, un affluent de la Molignée.

## Évolution démographique
- Source: DGS, 1831 à 1970=recensements population, 1976= habitants au 31 décembre

## Histoire
On a découvert à Warnant des vestiges préhistoriques ainsi que des cimetières francs.
Le territoire est resté durant des siècles dans le domaine des comtes de Namur. En 1753, la terre est érigée en seigneurie, engagée à Jean-Guillaume de Propper, seigneur de Hun, et à ses descendants jusqu’à la fin de l’Ancien Régime.
En 1231, une abbaye de religieuses cisterciennes voit le jour au hameau de Moulins ; deux siècles plus tard, elles sont remplacées par des moines du même ordre qui vont construire un moulin à papier.
D’autre part, des forges sont exploitées au même endroit par les Jamart (1716), les Montpellier (1742) et les Wilmet (1765). Au XIXe siècle, elles sont remplacées par une fonderie et une tréfilerie.
On a extrait de la pierre et du marbre tandis que l’agriculture, importante au XIXe siècle, a fait place à l’élevage.

## Patrimoine et culture

### Patrimoine architectural
- Monument aux soldats du 129e Régiment français d’Infanterie : situé à l’entrée du cimetière, près de l’église, dû au statuaire local Georges Dekoninck, représente une tête d’homme penchée tandis que le soubassement est formé de six pierres provenant des départements d’origine des soldats : Seine-Maritime, Paris, Calvados, Manche, Eure et Orne. Les 49 soldats français tombés les 13 et 14 mai 1940 faisaient partie de la 5e Division d’infanterie motorisée.
- Monument au commandant du 129e Régiment d'Infanterie : Le colonel Tachet des Combes, chef du régiment tombe sous le feu de l’ennemi à Yvoir. Le 12 juillet 1975, ses soldats inaugurent au Tombois une stèle à sa mémoire[3].
- Monument au bombardier britannique : Le 3 septembre 1942, un bombardier britannique Liberator de la 419e escadrille s’écrase dans la commune aux premières heures du jour ; un homme d’équipage, qui a sauté en parachute, est retrouvé mort sur la voie de chemin de fer proche. Les tombes des cinq hommes d’équipage sont dressées dans le cimetière près de l’église (mur nord).